# Markelle Fultz
Markelle Fultz (ur. 29 maja 1998 w Upper Marlboro) – amerykański koszykarz, występujący na pozycji rozgrywającego, numer 1 draftu NBA 2017, obecnie zawodnik Orlando Magic.
W 2015 roku zdobył srebrny medal podczas turnieju Adidas Nations. Rok później wystąpił w trzech meczach gwiazd szkół średnich – McDonalds All-American, Jordan Classic, Nike Hoop Summit.
11 kwietnia 2018 uzyskał pierwsze w karierze triple-double (13 punktów, 10 asyst, 10 zbiórek), stając się tym samym najmłodszym (19 lat i 317 dni) zawodnikiem w historii NBA, który to osiągnął. Poprzedni rekord w tej kategorii należał do Lonzo Balla (11 listopada 2017 – 19 punktów, 11 zbiórek i 13 asyst –  20 lat i 15 dni).
7 lutego 2019 w wyniku wymiany trafił do Orlando Magic.

## Osiągnięcia
Stan na 8 lutego 2019, na podstawie, o ile nie zaznaczono inaczej.
NCAA
- Zaliczony do:
  - III składu All-American (2017 przez AP, NABC, SN)
  - I składu:
    - Pac-12 (2017)
    - najlepszych zawodników pierwszorocznych Pac-12 (2017)
- Lider strzelców konferencji Pac-12 (2017)[5]

Reprezentacja
- Mistrz Ameryki U–18 (2016)
- MVP mistrzostw Ameryki U–18 (2016)